# Isabel me la veló
Isabel me la veló es una telenovela colombiana producida por el canal RCN Television sobre una historia de amor entre una fotógrafa de extracción humilde y un exitoso publicista, lucha constante por reconocer el verdadero amor, detrás de un duro ascenso social y un doloroso relevo generacional. 
Protagonizada por Verónica Orozco y Luigi Aycardi, con la participación antagónica de Luly Bossa y César Escola, junto a los primeros actores Carlos Benjumea, Frank Ramírez y Fernando González Pacheco.

## Sinopsis
Isabel Vargas (Verónica Orozco), es una mujer sencilla nacida en una familia de fotógrafos, que sueña con ser una gran fotógrafa publicitaria y con lograr el reconocimiento que se merece su padre.
Para alcanzarlos decide buscar a uno de los publicistas más reconocidos del momento: Diego Arocha (Luigi Aycardi).
Su primer encuentro con el famoso publicista no sólo es accidentado sino lleno de pasión… tanto que protagonizan un beso de escándalo que sale publicado en la página social del periódico… un beso que eleva por todos los cielos la furia de Ketty León (Luly Bossa), novia del publicista y principal cliente de su agencia, y quien promete hacer que Isabel se arrepienta de haberse cruzado en sus vidas… Y no encuentra mejor oportunidad que intervenir deliberadamente en una campaña de publicidad donde Isabel y su familia actúan como protagonistas.
Lo que Isabel pensó sería una forma de reconocer el trabajo de su familia, a través de la campaña realizada por la agencia de Diego Arocha, resulta ser una estrategia de Ketty que acaba con la imagen de la familia Vargas, con su foto estudio, con su casa, con la salud de su padre y con lo que sintió alguna vez por Diego Arocha.
Ahora sus objetivos son otros: acabar con ese publicista que se burló de ella… acabar con su imagen, con su empresa y con su vida… y para ello está dispuesta a todo, incluso a enamorarlo deliberadamente para verlo sufrir por ella, esto con el apoyo de Roberto Dachardy (César Escola), exesposo de Ketty León además rival en la industria de la publicidad de la empresa Arocha & Arocha Publicidad.
Una historia donde el escenario es la industria de la imagen. Una historia actual, que muestra detrás del telón, como se crean grandes campañas de publicidad en medio de aguerridas rivalidades. Una historia donde la construcción de la imagen a veces vale mucho más que mil palabras… vale lágrimas, sudor, desvelos, desengaños, venganzas y traiciones.

## Elenco
- Verónica Orozco ...  Isabel Vargas
- Luigi Aycardi ...  Diego 'El Tiburón' Arocha
- Luly Bossa ... Ketty León
- Fernando González Pacheco ... Leonidas Vargas
- Carlos Benjumea ...  Marco Antonio Vargas
- Xilena Aycardi ...  Terapeuta Marco
- Marisela González ... Rosa de Vargas
- Frank Ramírez ...  Sergio Arocha
- César Escola ...  Roberto Dachardy
- Mónica Lopera ... Mónica Dachardy León
- Gregorio Pernía ...  José Luis 'Pepe Grillo' Umaña
- Álvaro Rodríguez ... José del Carmen Umaña
- Jennifer Steffens ... Carmen de Umaña
- Salvatore Cassandro ... Julio Serna
- Maryluz ... Lola
- Bianca Arango ...  Ana 'Fosforito' Guerrero
- Laura Suárez ...  Malú Guerra
- Lincoln Palomeque ...  Alejandro
- Lucero Gómez ... Christina
- Lyda Mezinger ... Paola, "Hormiguita"
- Oscar Salazar ... Rodolfo
- Walter Díaz ...  Rene ‘Rana’
- Mayil Georgi ... Miranda
- Bayardo Ardila ... López
- Maria Camila Devia ... "Sarita" Vargas
- Alicia de Rojas ... Florecita
- Patrick Delmas ...  Antoine
- Orlando Lamboglia ... Juan Camilo
- Gastón Velandia ... Cuéllar

## Premios y nominaciones
En los Premios India Catalina de 2002 Ganó 1 de 4 Nominaciones y fue Mónica Lopera como Revelación Artística, y en los TVyNovelas 2 de 7 Nominaciones: Verónica Orozco como Mejor actriz protagónica de telenovela y Mónica Lopera como Mejor Actriz Revelación del año de telenovela o serie
- Datos: Q21480713